# Héder Barna
Héder Barna (Budapest, 1962. június 13. –) magyar újságíró, műsorvezető.

## Élete
Dr. Héder János és Váróczi Piroska gyermekeként született.
Egyetemi tanulmányait a Marx Károly Közgazdaságtudományi Egyetemen (ma Corvinus Egyetem) végezte 1982–1987 között. Itt ismerte meg Palik Lászlót, akivel televíziós műsorvezetőként és üzletemberként is gyakran tevékenykedett együtt.

## Televíziós pályafutása
Egyetemi évei alatt 1984 és 1987 között az Magyar Televízió külső munkatársa volt, ő vezette A Mi, ti, ők ifjúsági műsort és a Hazai tükör című, kéthetente leadott műsort is vezette. 1987–1989 között a gazdaság-politikai rovat szerkesztő-műsorvezetője volt. 1989-ben Vitray Tamás hívására átkerült az állami tévé sportszerkesztőségbe, ahol a Telesport című műsor szerkesztő-riportere volt egészen 1995-ig.
A 90-es években szintén az állami tévé 2-es csatornáján Palik Lászlóval vezette az Ötödölő c. műsort 1991 és 1994 között.
1996-ban az Eurosport magyar nyelvű adásának egyik alapító riportere. 1994–1999 között a Magyar Kereskedelmi Rádiók és Rádiósok Szövetségének titkára volt. 2001 és 2008 között a Magyar Atlétikai Szövetség elnöke volt, illetve a Hungaroring Rt. ügyvezetője is volt.
1996 óta az ő felel a nyári olimpiai játékok vívóközvetítéseiért, javaslatára bevezették az átlátszó sisakokat, hogy az operatőr tudjon arcot mutatni, a tévéző lássa a versenyző szemét. Ennek az lett az eredménye, hogy a 2004-es athéni olimpia után az amerikai NBC tévétársaság akkori elnöke, Peter Diamond telefonon mondott köszönetet Hédernek és a stábjának azért, hogy az amerikai televíziózás történetében először élőben adott vívást ilyen színvonalon rendezték.
2003 és 2011 között a RTL Klubnál dolgozott sportszerkesztőként, az ő javaslatára kezdték el közvetíteni Erdei Zsolt ökölvívó címmérkőzéseit, illetve a 2004-es Formula–1-es amerikai nagydíjat nem csúsztatva, hanem élőben sugározták. Az RTL-től való távozás után a TV2 Sportos című 10 perces műsorát készítette, amit éjszakánként adtak le.
2016-ban újra a közmédián találta magát, ahol az M4 Sport sportigazgatói posztját kapta meg, 2017-től pedig a Maradj Talpon! című vetélkedő házigazdája. 2017 novemberében távozott a sportcsatorna éléről.
2023-ban az RTL-en futó Sztárbox műsorvezetője.

## Egyéb tevékenységei
1991-ben Palik Lászlóval megalapították az első magánkézben levő kereskedelmi rádiót, a Radio Bridge-et, aminek Héder volt az ügyvezetője egészen az 1999-es eladásig, de még a 90-es években létrehozták az ATSA Fitness Centert, 2000-ben pedig alapítottak egy kávéházat Budapesten.

## Magánélete
Nős, három gyermek édesapja: Barna Benedek (2007. december 12.), Lujza (2009. március 24.), Gerda (2012. április 1.)